# Східно-Молдовська єпархія
Східно-Молдовська єпархія (Eparhia Ortodoxa a Moldovei de Est) - православна єпархія на території Молдови, бувшої Української Православної Церкви Київського Патріархату, що охоплює територію Республіки Молдова. Єпархіальний центр - м. Страшени. Правлячий архієрей - архієпископ Філарет (Панку).
10 липня 2020 року Священний Синод ПЦУ передав судження про подальший канонічний статус єпископа Білгород-Дністровського Філарета (Панку) та підлеглих йому релігійних структур до управління Румунської Православної Церкви.

## Історія єпархії
27 липня 2005 року настоятель Кондрицького монастиря м. Кишинів (Російської православної церкви, Молдовська православна церква) архимандрит Філарет (Панку) перейшов в юрисдикцію УПЦ-КП. 31 липня 2005 р. у Свято-Володимирському патріаршому кафедральному соборі був рукоположений на єпископа Фалештського і Східно-Молдовського. 
8 жовтня 2009 року влада Молдови офіційно зареєструвала Східно-Молдовську єпархію Київського Патріархату (Eparhia Ortodoxă a Moldovei de Est a Patriarhiei Kievului şi a întregii Rusii-Ucrainei, укр. Православна єпархія Східної Молдови Патріархату Київського і всієї Руси-України).
Після утворення на основі УПЦ-КП Православної церкви України та отримання нею Томосу усі парафії поза межами України мали відійти до місцевих канонічних церков. Східно-Молдовська єпархія УПЦ-КП мала би увійти до Румунської або Російської православної церков. Вочевидь, Філарет (Панку) на це погодитись не міг. За повідомленнями ЗМІ, він планував узяти участь у відновлювальному Соборі УПЦ-КП, який проводив Філарет (Денисенко). Однак, цього не сталося. Відтак, приналежність єпархії до будь-якої канонічної чи неканонічної юрисдикції наразі не вирішене.
9 липня 2020 року Священний синод ПЦУ ухвалив виключити зі складу єпископату Філарета (Панку) за те, що той «таємно відвідав» Філарета (Денисенка), приєднався до УПЦ КП, та отримав від Філарета сан архієпископа. Єпископ Філарет (Панку) і його єпархія дотримуються румунсько-молдовської літургійної традиції і не представляють українську діаспору, повідомляють в ПЦУ. Тому синод вирішив передати судження про подальший канонічний статус єпископа і підлеглих йому структур в управління Румунської православної церкви. У Київському Патріархаті, коментуючи формулювання «таємно відвідав Почесного Патріарха Філарета (Денисенка)», констатували: «Таке формулювання чітко демонструє: керівництво Православної Церкви України жорстко забороняє та засуджує будь-які контакти з Почесним Патріархом Філаретом <…> Дивує, що деякі архієреї Православної Церкви України регулярно контактують із представниками Української Православної Церкви Московського Патріархату і це не викликає протесту керівництва ПЦУ. А зустріч із людиною, яка найбільше зробила для автокефалії Української Православної Церкви, поставила майже весь єпископат ПЦУ, трактується, як злочин».

### Архієреї
- 2005 —  Філарет (Панку)

## Сьогодення єпархії
Східно-Молдовська єпархія є нечисленною релігійною організацією Молдови. Діє близько 10 парафій.

## Храми і монастирі єпархії

### Єпархіальне управління
- м. Страшени (or. Străşeni), вул. Об'єднання (Unirii), 62.

#### м. Страшени (or. Străşeni)
| № | Назва                                               | Адреса                       | Координати | Настоятель                                                   |  | Примітка                                   |
| - | --------------------------------------------------- | ---------------------------- | ---------- | ------------------------------------------------------------ |  | ------------------------------------------ |
| 1 | Кафедральний собор святого воєводи Штефана Великого | вул. Об'єднання (Unirii), 62 |            | архієпископ Фалештський і Східно-Молдовський Філарет (Панку) |  | У будівлі розміщено єпархіальне управління |

#### c. Кожушна Страшенського району (s. Cojușna, r-ul Străşeni)
| № | Назва                                 | Адреса | Настоятель                                                   |  | Примітка |
| - | ------------------------------------- | ------ | ------------------------------------------------------------ |  | -------- |
| 1 | Храм святого воєводи Штефана Великого |        | архієпископ Фалештський і Східно-Молдовський Філарет (Панку) |  |          |

#### c. Дрождієнь Ніспоренського району (s. Drojdieni, r-ul Nisporeni)
| № | Назва                         | Адреса | Настоятель         |  | Примітка |
| - | ----------------------------- | ------ | ------------------ |  | -------- |
| 1 | Храм святого Василія Великого |        | о. Петру Ґарбузару |  |          |

#### c. Золотієвка Аненій-Нойського району (s. Zolotievca, r-ul Anenii Noi)
| № | Назва                            | Адреса | Настоятель    |  | Примітка |
| - | -------------------------------- | ------ | ------------- |  | -------- |
| 1 | Храм Різдва пресвятої Богородиці |        | о. Іван Руссу |  |          |